# خانم سون‌جو در تنگنا
خانم سون‌جو در تنگنا (انگلیسی: Desperate Mrs. Seonju؛‏ کره‌ای: 친절한 선주씨) یک مجموعه تلویزیونی محصول کره جنوبی سال ۲۰۲۴ کره جنوبی با بازی شیم یی یونگ در نقش اصلی در کنار سونگ چانگ یی، چوی جونگ یون و جونگ یونگ سوپ است. این مجموعه از ۱۸ نوامبر ۲۰۲۴، روزهای دوشنبه تا جمعه ساعت ۱۹:۰۵ (کی‌اس‌تی) از ام‌بی‌سی پخش شد.

## بازیگران

### اصلی
- شیم یی یونگ در نقش پی سون جو[۵]
- سونگ چانگ یی در نقش کیم سو وو[۵]
- چوی جونگ یون در نقش جین سانگ آه[۵]
- جونگ یونگ سوپ در نقش جون نام جین[۵]